# Europejska Federacja Baptystyczna
Europejska Federacja Baptystyczna (ang. European Baptist Federation) – powstała w 1949 organizacja skupiająca kościoły i unie baptystyczne z krajów Europy i Bliskiego Wschodu. Federacja jest także jedną z sześciu regionalnych wspólnot Światowego Związku Baptystycznego. Na koniec 2018 roku obejmuje 826 tys. członków. 
Członkiem Federacji jest m.in. Kościół Chrześcijan Baptystów w RP.

## Kościoły członkowskie

### Członkowie zwyczajni
| Kraj                                     | Kościół                                                                   | Liczba zborów | Liczba członków |
| ---------------------------------------- | ------------------------------------------------------------------------- | ------------- | --------------- |
| Albania                                  | Unia Baptystów w Albanii                                                  | 8             | 250             |
| Armenia                                  | Unia Kościołów Ewangelicznych Chrześcijan Baptystów w Armenii             | 142           | 4.250           |
| Austria                                  | Związek Zborów Baptystycznych w Austrii                                   | 21            | 1.359           |
| Azerbejdżan                              | Unia Ewangelicznych Chrześcijan Baptystów w Azerbejdżanie                 | 22            | 3.000           |
| Białoruś                                 | Unia Ewangelicznych Chrześcijan Baptystów w Republice Białorusi           | 291           | 13.550          |
| Belgia                                   | Unia Baptystów w Belgii                                                   | 31            | 1.100           |
| Bośnia i Hercegowina                     | Chrześcijański Kościół Baptystyczny w Bośni i Hercegowinie                | 15            | 200             |
| Bułgaria                                 | Unia Baptystów w Bułgarii                                                 | 95            | 5.000           |
| Chorwacja                                | Unia Baptystów w Chorwacji                                                | 50            | 2.000           |
| Czarnogóra                               | Unia Ewangelicznych Chrześcijan Baptystów w Czarnogórze                   | 14            | 700             |
| Czechy                                   | Unia Baptystów w Republice Czeskiej                                       | 38            | 2.351           |
| Dania                                    | Kościół Baptystyczny w Danii                                              | 50            | 5.101           |
| Egipt                                    | Egipska Konwencja Baptystów                                               | 19            | 2.250           |
| Estonia                                  | Unia Kościołów Wolnych, Ewangelicznych i Baptystycznych w Estonii         | 83            | 5.945           |
| Finlandia                                | Fińska Unia Baptystyczna                                                  | 11            | 692             |
| Finlandia                                | Unia Szwedzkich Baptystów w Finlandii                                     | 19            | 1.253           |
| Francja                                  | Federacja Ewangelicznych Kościołów Baptystycznych we Francji              | 117           | 6.313           |
| Gruzja                                   | Ewangeliczny Kościół Baptystów w Gruzji                                   | 75            | 5.085           |
| Hiszpania                                | Unia Ewangelikalno-Baptystyczna Hiszpanii                                 | 91            | 10.078          |
| Holandia                                 | Unia Zborów Baptystycznych Holandii                                       | 84            | 11.651          |
| Izrael                                   | Stowarzyszenie Zborów Baptystycznych w Izraelu                            | 19            | 800             |
| Jordania                                 | Jordańska Konwencja Baptystyczna                                          | 20            | 2.000           |
| Kosowo                                   | Wspólnota Kościołów Baptystycznych w Kosowie                              | 3             | 105             |
| Liban                                    | Konwencja Ewangelicznych Kościołów Baptystycznych w Libanie               | 27            | 2.000           |
| Litwa                                    | Unia Baptystów na Litwie                                                  | 8             | 384             |
| Łotwa                                    | Unia Kościołów Baptystycznych na Łotwie                                   | 86            | 6.693           |
| Macedonia Północna                       | Unia Chrześcijan Baptystów w Republice Macedonii                          | 2             | 100             |
| Mołdawia                                 | Unia Ewangelicznych Kościołów Chrześcijan Baptystów w Mołdawii            | 450           | 21.000          |
| Niemcy                                   | Związek Wolnych Zborów Ewangelicznych w Niemczech                         | 850           | 85.194          |
| Norwegia                                 | Unia Baptystyczna Norwegii                                                | 77            | 5.000           |
| Polska                                   | Kościół Chrześcijan Baptystów w Rzeczypospolitej Polskiej                 | 95            | 6.500           |
| Portugalia                               | Portugalska Unia Baptystyczna                                             | 69            | 4.646           |
| Rosja                                    | Rosyjski Związek Ewangelicznych Chrześcijan Baptystów                     | 1.750         | 80.000          |
| Rumunia                                  | Unia Chrześcijańskich Zborów Baptystycznych w Rumunii                     | 1.722         | 98.672          |
| Rumunia                                  | Konwencja Węgierskich Zborów Baptystycznych w Rumunii                     | 238           | 8.694           |
| Serbia                                   | Unia Zborów Baptystycznych w Serbii                                       | 51            | 2.020           |
| Słowacja                                 | Braterska Unia Baptystów na Słowacji                                      | 25            | 1.993           |
| Słowenia                                 | Unia Kościołów Baptystów w Słowenii                                       | 7             | 160             |
| Syria                                    | Unia Baptystyczna w Syrii                                                 | 7             | ?               |
| Szkocja                                  | Unia Baptystyczna Szkocji                                                 | 173           | 13.625          |
| Szwajcaria                               | Związek Szwajcarskich Zborów Baptystycznych                               | 10            | 1.201           |
| Szwecja                                  | Kościół Ekumeniczny w Szwecji                                             | 791           | 80.000          |
| Szwecja                                  | Wolny Kościół Ewangeliczny                                                | 300           | 33.000          |
| Tadżykistan                              | Unia Ewangelicznych Kościołów Chrześcijan Baptystów w Tadżykistanie       | 23            | 462             |
| Ukraina                                  | Wszechukraiński Związek Stowarzyszeń Ewangelicznych Chrześcijan Baptystów | 2.876         | 134.757         |
| Uzbekistan                               | Unia Baptystów w Uzbekistanie                                             | ?             | ?               |
| Walia                                    | Unia Baptystyczna w Walii                                                 | 444           | 14.837          |
| Węgry                                    | Węgierski Kościół Baptystyczny                                            | 356           | 11.510          |
| Węgry                                    | Węgierska Organizacja Pomocy Baptystów                                    | –             | –               |
| Wielka Brytania (oprócz Szkocji i Walii) | Unia Baptystyczna Wielkiej Brytanii                                       | 2.007         | 138.305         |
| Włochy                                   | Chrześcijańska Unia Ewangelicko-Baptystyczna Włoch                        | 116           | 6.264           |

### Członkowie stowarzyszeni
- Biblijny Kościół Baptystów na Malcie
- Kościół Baptystyczny w Bagdadzie

## Agendy Federacji
Europejska Federacja Baptystyczna prowadziła własne Międzynarodowe Teologiczne Seminarium Baptystyczne w Pradze (International Baptist Theological Seminary), szkołę wyższą o statusie uniwersytetu.